# Владимир Беара
Владимир Беара (Зелово Сутинско, 2. новембар 1928 — Сплит, 11. август 2014) био је југословенски фудбалер који је играо на позицији голмана. Играо је у сплитском Хајдуку, за Црвену звезду, а потом одлази за Келн. Освајач је олимпијског сребра у Хелсинкију 1952. године. Учествовао је на Светским првенствима 1950, 1954 и 1958. године.
Важи за једног од најбољих југословенских и српских голмана који је икада бранио.
Спортско рекреативно друштво Срба у Хрватској у сарадњи са Српским народним већем додељује награду „Владимир Беара” за рад у доприносу развоју спортске културе и друштвене толеранције.

## Биографија
Рођен је 2. новембра 1928. године у далматинском селу Зелово Сутинско као трећи најмлађи син оца Јакова Беаре (1897—1980) и мајке Марије (рођ. Стојанац; 1900—1976).
Пре него што је почео озбиљно да се бави фудбалом, Беара је био електричар по занимању, који је у слободном времену статирао у Сплитском казалишту и помало играо балет. На терену сплитског фудбалског тима „Хајдук” случајно се затекао да би вежбао еластичност, одраз и високи скок у балету, а остао да би постао (заједно са Џајићем) југословенским фудбалером са највише освојених домаћих трофеја — седам титула првака и два пехара Купа Маршала Тита.
За НК Хајдук је одиграо 308 утакмица и примио 139 голова. Са Хајдуком је освојио Првенства Југославије 1950, 1952. и 1955. У Црвену звезду је прешао 1955. и са њом освојио првенства 1956, 1957, 1959. и 1960. и два Купа Југославије 1958. и 1959. Одиграо је 174 утакмице, 83 првенствене и примио 81 гол. Играо је за Црвену звезду против Манчестер Јунајтеда, након које су фудбалери Манчестера доживели тешку несрећу код Минхена. Беара је своју каријеру завршио у немачким клубовима Алеманија Ахен (1960-1962) и Викторија Келн (1963-1965).
За репрезентацију Југославије је одиграо 59 утакмица између 1950. и 1959. Дебитовао је 8. октобра 1950. против репрезентације Аустрије (последњих десет минута игре 2:7), а опростио се од репрезентације 1959. у Београду против Мађарске (2:4).
Беара је учествовао на Олимпијским играма 1952. у Хелсинкију и освојио је сребрну медаљу. У финалној утакмици против Мађарске 0:2 одбранио је славном Пушкашу ударац са 11 метара. Упамћен је по ванредној одбрани у Лондону (1950) против Енглеске (2:2), када су га енглески новинари назвали Велики Владимир.
Играо је на три Светска првенства: 1950, 1954. и 1958.
Наступио је у репрезентацији ФИФА под називом репрезентације остатак света против репрезентације Енглеске 1953. у Лондону (4:4).

## Тренерска каријера
Беара је 1967. завршио Вишу тренерску школу у Келну. Радио је као тренер у Немачкој, Холандији, Камеруну и Југославији.
- 1964-1966: Фрајбургер
- 1966-1968: Ситардија Ситард
- 1969-1970: Фортуна Келн
- 1973-1975: репрезентација Камеруна
- 1979-1979:
- 1980-1981: РНК Сплит

## Приватни живот
Беарина два старија брата звала су се Љубомир (1925—1989) и Светозар (1927—2012). Деда по оцу био му је Јован Беара (1856—1938) док је баба Цвита Станојевић (1852—1948). Владимир се женио два пута. Са првом супругом Борицом Јонић (1927—1985) из Биског код Триља, имао је сина Предрага званог „Дадо” (1954—1990) који је млад умро и није имао потомке. Друга супруга, са којом се венчао у својим седамдесетим годинама, звала се Јадранка Цоце.

## Смрт
Преминуо је 11. августa 2014. године у Сплиту. Иако је за живота себи израдио гробницу на православном гробљу у родном месту, противно својој жељи сахрањен је на сплитском гробљу Ловринац уз присуство три римокатоличка свештеника.